# Binodoxys cupressicola
Binodoxys cupressicola är en stekelart som först beskrevs av Charles Joseph Gahan 1911.  Binodoxys cupressicola ingår i släktet Binodoxys och familjen bracksteklar. Inga underarter finns listade.